# Ніхто (телесеріал)
«Ніхто» (англ. Nobodies) — американський комедійний телесеріал, створений Г'ю Девідсоном, Ларрі Дорфом і Рейчел Рамрас, продюсери — Бен Фальконе та Мелісса Маккарті. У серіалі також знімалися Девідсон, Дорф і Рамрас. Прем'єра серіалу відбулася на TV Land 29 березня 2017 року. Прем'єра другого сезону відбулася на Paramount Network 29 березня 2018 року. 23 червня 2018 року серіал «Ніхто» був скасований після двох сезонів.

## Сюжет
Учасники The Groundlings, лос-анджелеської комедійної трупи та школи, Г'ю, Ларрі та Рейчел — троє акторів-коміків, які все ще чекають на свій великий прорив, намагаючись зробити собі ім'я в Голлівуді, поки їхні друзі вже досягають слави та багатства. Вони ніхто.

## Акторський склад

### Головні ролі
Грають вигадані версії самих себе:
- Г'ю Девідсоном[en]
- Ларрі Дорф
- Рейчел Рамрас[en]

### Запрошені зірки
Запрошені знаменитості грають в серіалі самих себе:
- Мелісса Маккарті
- Бен Фальконе
- Джейсон Бейтман
- Крістен Белл
- Стефані Кортні[en]
- Нат Факсон
- Шеріл Гайнс
- Еллісон Дженні
- Енні Мумоло[en]
- Боб Оденкерк
- Джим Раш
- Мая Рудольф
- Sia
- Мікаела Воткінс[en]
- Крістен Віг

## Виробництво
Прем'єра першого сезону відбулася 2 червня 2016 року. 13 січня 2017 року серіал було продовжено на другий сезон. 15 листопада 2017 року було оголошено, що, починаючи з другого сезону, серіал переміститься на дочірню мережу TV Land — Paramount Network, прем'єра сезону відбулася 29 березня 2018 року. Серіал повернувся на TV Land через два тижні (Paramount Network відклала серіал «Смертельний потяг» (англ. Heathers) до літа перед тим, як зрештою швидко показала решту епізодів («випалила», англ. burning off) у сильно відредагованому та відредагованому вигляді восени, фактично стримуючи просування мережевого руху без оригінального програмування напередодні ввечері щосереди).

## Епізоди
| Сезони | Епізоди | Прем'єрний показ | Прем'єрний показ |
| Сезони | Епізоди | Початок          | Завершення       |
| ------ | ------- | ---------------- | ---------------- |
| 1      | 12      | 29 березня 2017  | 21 червня 2017   |
| 2      | 12      | 29 березня 2018  | 31 травня 2018   |

За винятком пілотного, сценарії всіх епізодів написані Г'ю Девідсоном, Ларрі Дорфом, Рейчел Рамрас і Майклом МакДональдом, режисером став Майкл МакДональд. Пілот написаний Г'ю Девідсоном, Ларрі Дорфом, Рейчел Рамрас, режисер — Бен Фальконе.

## Сприйняття
«Ніхто» не отримав позитивних відгуків від критиків. Критики Rotten Tomatoes оцінили серіал рейтингом 70 % на основі рецензій від 10 критиків і середнім рейтингом 6,0 з 10. На Metacritic серіал отримав оцінку 60 % на основі рецензій від 12 критиків, що вказує на «змішані або середні відгуки».
Свою передтелевізійну прем'єру «Ніхто» мав на фестивалі South by Southwest і отримав першу похвалу. Телекритик Variety Соня Сарайя назвала це кумедним і оригінальним, написавши: «Шоу вдалось завдяки тому, наскільки повно воно зосереджено на трьох своїх головних ролях, які окремо і разом не набагато перевищують використання будь-якого можливого для створення своїх проєктів».